# ゴールデンクイズにっぽん
『ゴールデンクイズにっぽん』は、1969年4月4日から同年10月3日までNET（現・テレビ朝日）系列局で放送されていたNETテレビ製作のクイズ番組である。カラー放送。放送時間は毎週金曜 20:00 - 20:56 （日本標準時）。

## 概要
日本各地を旅する設定で各地方ゆかりの人物・歌・舞踊を紹介するという、紀行番組的な要素を織り込んだクイズ番組。司会は高島忠夫と獅子てんや・瀬戸わんやが務めていた。番組は三部構成で、全員で45問。15点以上を獲得した出場者には、海外旅行もしくは100万円相当の賞品を贈っていた。
この時間帯では初のクイズ番組だったが、半年で打ち切られた。